# 新興感染症
新興感染症（しんこうかんせんしょう、英: Emerging Infectious Disease）とは、その発症がにわかに注目されるようになった感染症に対する総称である。通常は新興感染症例は局地的あるいは、人物の移動による国際的な感染拡大が公衆衛生上の問題となるような感染症について取り上げられる。
病原体としてはウイルス、細菌、スピロヘータ、寄生虫など様々で、ウイルスによるものとしてはエイズ、エボラ出血熱、ラッサ熱などがある。
世界保健機関（WHO）の定義によると、新興感染症は「かつては知られていなかった、この20年間に新しく認識された感染症で、局地的に、あるいは国際的に公衆衛生上の問題となる感染症」とされている。この定義は1990年に初めて発表されたものであり、1970年以降に発生したものが新興感染症として扱われている。
なお、類似した概念として再興感染症がある。
日本の文部科学省が、2005年度から5か年計画で「新興・再興感染症研究拠点形成プログラム」を行っており、タイ王国には大阪大学、ベトナムには長崎大学、中華人民共和国には東京大学が研究拠点を整備している。近々、フィリピンに東北大学が拠点を整備する予定になっている。

## 主な新興感染症
- ウイルス：ノロウイルス感染症、ロタウイルス感染症、重症急性呼吸器症候群（SARS）、中東呼吸器症候群（MERS）、新型コロナウイルス感染症（COVID-19）、後天性免疫不全症候群（AIDS）、成人T細胞白血病（ATL）、ウイルス性肝炎、ジカ熱、ウエストナイル熱、重症熱性血小板減少症候群（SFTS）、2009年の新型インフルエンザ、鳥インフルエンザ、ハンタウイルス肺症候群、ラッサ熱、エボラ出血熱、ニパウイルス感染症など
- 細菌：腸管出血性大腸菌（O157など）感染症、ヘリコバクター・ピロリ感染症、カンピロバクター症、レジオネラ肺炎、多剤耐性肺結核、メチシリン耐性黄色ブドウ球菌（MRSA）感染症、劇症型溶血性レンサ球菌感染症、日本紅斑熱など
- 寄生虫：クリプトスポリジウム症
- プリオン：クロイツフェルト・ヤコブ病（CJD）